# سماق غلوكي
سماق غلوكي (الاسم العلمي:Rhus glauca) هو نوع من النباتات يتبع جنس السماق من الفصيلة البطمية. سمي هذا النوع نسبة إلى اللون الغلوكي بسبب لون أوراق النبات الزرقاء المائلة للخضرة.